# Hypsibarbus malcolmi
Hypsibarbus malcolmi és una espècie de peix cipriniforme de la família dels ciprínids.

## Morfologia
Els mascles poden assolir els 50 cm de longitud total.

## Distribució geogràfica
Es troba a la península de Malaca, incloent-hi els rius Mekong, Chao Phraya i Maeklong.